# Peter Cohen
Peter Jiftach Cohen, född 23 mars 1946 i Lund och bosatt i Stockholm, är svensk filmregissör, filmproducent, författare och formgivare.

## Biografi
Peter Cohens första film ”Vietnam”, som producerades på Dokumentärfilmskolan, ingick i en föreställning av Shakespeares Coreulanus på Pistolteatern i Stockholm 1966. Han bildade 1970 tillsammans med Olof Landström och Jojje Wadenius filmbolaget POJ filmproduktion AB som fram till 1990 producerade animerad film och dokumentärfilm. För TV2 producerade Cohen tillsammans med Landström bl.a. uppmärksammade barnserier som Kalles klätterträd, Farbrorn som inte vill va' stor och Magister Flykt.
Peter Cohen har producerat flera internationellt uppmärksammade dokumentärfilmer, som Historien om Chaim Rumkowski och gettot i Lodz (1982) och Homo Sapiens 1900 (1998). Undergångens arkitektur som hade premiär i Stockholm 1989, har visats i stora delar av världen i versioner med bland annat med Bruno Ganz respektive Jeanne Moreau. Washington Post beskrev filmen som ”en briljant tvåtimmars dokumentation om det omedelbara men paradoxala sambandet mellan skönhet och ondska i Hitlers Tredje rike”, och Süddeutsche Zeitung skrev: ”Denna film hör gott och väl till en av de briljantaste filmessäerna om estetik och politik”. För Bundezentrale für politische Bildung skriver historikern Peter Reichel i sin essä Onkel Hitler und Familie Speer – die NS-Führung privat: ”Den som talar om Tredje rikets undergång, undgår inte Undergångens arkitektur. Så heter ej av en tillfällighet en av de bästa filmerna om den nazistiska tiden". Peter Cohen spelade in den 1989, och den behandlar något högst väsentligt hos nationalsocialismen: det konstitutiva förhållandet mellan skönhetskult och barbari – våld och skönhetsanspråk." Filmen ingår sedan 1991 i Deutsches Historisches Museums filmsamlingar i Berlin.
Peter Cohen har tillsammans med Olof Landström (bilder) givit ut uppmärksammade barnböcker som Olssons pastejer och Herr Bohm och sillen – en bok vilken tyska Die Zeit recenserar: "för att ta till en överdriven underdrift: Här presenterar sig den första filosofiska bilderboken – som varje barn, utan att ens kunna läsa, förstår.”
Under 2000-talet var Peter Cohen även verksam som formgivare och debuterade 2005 på Stockholm Furniture Fair med en kollektion prototyper, däribland den prisbelönta bokhyllan Cell som 2006 sattes i produktion av Cohen själv. Cell upptogs 2008 i Nationalmuseums samlingar och övertogs samma år av String Furniture.

## Utbildning och karriär
- 1965–1966 – Fotoskolan, Stockholm (elev till Christer Strömholm)
- 1966–1969 – Dokumentärfilmskolan, Stockholm
- 1973–1975 – Dramatiska Institutet, Stockholm
- 1970–1990 – Verksam som regissör och producent, POJ Filmproduktion AB
- 1992–1995 – Fri producent i München, Tyskland
- 1995–1999 – Verksam som regissör och producent för Arte Factum Filmproduktion AB
- 2005– Debut på Stockholm Funiture Fair med en kollektion prototyper, däribland bokhyllan Cell

## Filmer (i urval)
- 1966 – Vietnam (dokumentärfilm)
- 1967 – Rassenkunde und Rassengeschichte der Menschheit (dokumentärfilm)
- 1973 – Kråkbegravningen (barnfilm)
- 1975 – Kalles klätterträd (barnfilmserie)
- 1979 – Farbrorn som inte vill va' stor (barnfilmserie)
- 1982 – Historien om Chaim Rumkowski och gettot i Lodz (dokumentärfilm, i samarbete med Bo Kuritzén)[8]
- 1984 – Magister Flykt (barnfilmserie)
- 1988 – Herr Bohm och sillen (barnfilm)
- 1989 – Undergångens arkitektur (dokumentärfilm)
- 1998 – Homo Sapiens 1900 (dokumentärfilm)[9][10]

## Böcker
- 1989 – Olssons pastejer
- 1991 – Herr Bohm och sillen
- 1992 – Gustav och snåla glasstanten
- 1998 – Undergångens arkitektur (filmmanus) i antologin Bilden av förintelsen
- 2002 – Boris glasögon

## Formgivning
- 2006 – Hyllsystemet Cell (Fraktion 2 Form AB)

## Priser och utmärkelser
- 1975 – Prix Jeunesse International, München (Kalles klätterträd, barnfilmserie)
- 1982 – Interfilm Jury Award, Mannheim (The Story of Chaim Rumkowski and the Jews of Lodz, dokumentärfilm)
- 1982 – Best Documentary, Global Village Documentary Festival, New York (The Story of Chaim Rumkowski and the Jews of Lodz, dokumtärfilm)[11]
- 1983 – Guldantennen, Stockholm (Historien om Chaim Rumkowski och gettot i Lodz, Dokumentärfilm)
- 1984 – Village Voice, J. Hoberman's Ten Best of the Year, New York (The Story of Chaim Rumkowski and the Jews of Lodz, dokumentärfim)[12]
- 1985 – Prix Danube, Bratislava (Magister Flykt, barnfilmserie)
- 1988 – Prix Jeunesse International, München (Herr Bohm och sillen, barnfilm)
- 1988 – Unicef Award – bästa kortfilm för barn, Berlin Film Festival (Herr Bohm och sillen, barnfilm)[13]
- 1988 – SFBF:s barnfilmpris, Stockholm 1988 (Herr Bohm och sillen, barnfilm)[14]
- 1989 – Juryns pris, Odense Film Festival (Herr Bohm och sillen, barnfim)
- 1989 – Best illustrated Children's Book Award, The New York Times Book Review (Olson's Meat Pies, barnbok)[15]
- 1990 – Lidmanpriset, Bild & Ord Akademin, Stockholm
- 1991 – Best Documentary, Valladolid Film Festival (Undergångens arkitektur, dokumentärfilm)
- 1991 – Village Voice, J. Hoberman's Ten Best of the Year, New York (The Architecture of Doom, dokumentärfilm)[16]
- 1992 – Price of the Critics, Sao Paulo Film Festival (Undergångens arkitektur, dokumentärfilm)
- 1993 – Guldantennen, Stockholm (Undergångens arkitektur, dokumentärfilm)
- 2006 – Stora formpriset, Tidskriften Residence (bokhyllan Cell)[17]
- 2007 – Årets möbel, Tidskriften Sköna hem (bokhyllan Cell)[6]
- 2010 – The Karen Cooper Carte Blanche: 40 Years of Documentary Premieres at Film Forum, Museum of Modern Art, New York (The Architecture of Doom, dokumentärfilm)[18]
- 2020 – Förskolebarnens litteraturpris (Gustav och snåla glasstanten, barnbok)[19]